# Istoria astronomiei
Istoria astronomiei, este istoria știintei care studiază corpurile cerești. Astronomia include studiul planetelor și a sateliților acestora, cometelor, meteoriți, stelelor, materiei negre, sistemelor solare și galaxiilor. Această știință conține informații despre corpurile cerești de la simpla observație și până la teorii despre univers.
- Astronomia în Antichitate
- Astronomia Greciei Antice
- Astronomia Romei Antice
- Astronomia Egipteană
- Astronomia Babiloniană
- Astronomia Medievală
- Astronomia Copernicană
- Astronomia Newtoniană

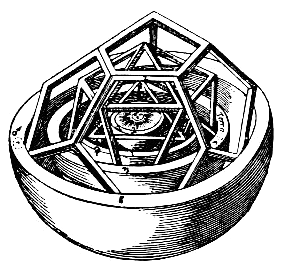
Sistemul solar a lui Kepler

- Cronologia descoperirilor în fizica soarelui